# Правило (альбом)
Правило — дебютный студийный альбом российского хип-хоп-исполнителя Pharaoh, выпущенный 27 марта 2020 года на лейбле Dead Dynasty. Сразу после выхода альбома Глеб заявил о работе над делюкс-версией альбома, который позже был преобразован в Million Dollar Depression.

## Предыстория
Предыдущая пластинка Pharaoh вышла в августе 2018 года. С тех пор от Глеба не было никаких новостей касательно следующей работы, вплоть до июня 2019 года, когда Глеб дал интервью российскому изданию Esquire, рассказав о причинах продолжительного затишья в музыке:
Много работаю. Понимаешь, я большой артист. Я хочу, чтобы над музыкой тщательно работали. У нас в стране нет нормальных музыкантов, сплошное позёрство. А я хочу записать альбом, который будут слушать через 10, 20, 50 лет.

Я хочу сделать альбом, который вытащит тебя, когда тебе хуево. Как меня в своё время вытащил альбом “Man on the Moon” Кид Кади. Не хочу мимолетного. Каждую секунду я помню, зачем я здесь. Когда я пишу музыку, каждый раз отрываю от себя куски. Это тяжело. Я не могу делать это постоянно, от меня нихуя не останется.
7 июня 2019 года в своём Твиттере Pharaoh опубликовал несколько постов, свидетельствующих о его планах записывать альбом всё лето.
8 июня 2019 года во время концерта Esquire Weekend в поддержку журнала Глеб подтвердил, что он работает над альбомом совместно с Брайтом – битмейкером Dead Dynasty, который участвовал в создании первых релизов Глеба – микстейпов «Уаджет», Phlora и Phosphor.
14 января 2020 года в Instagram Stories Глеб опубликовал отрывок одной из песен с альбома, получившего в дальнейшем название «Из-за тебя».
27 марта 2020 года вышел дебютный студийный альбом Pharaoh, в который вошли 13 треков, 4 из которых совместно с Mishaal (3 трек), Dima Roux (3 и 11 трек), Молодым Платоном (4 трек) и Mnogoznaal (12 трек). Глеб прокомментировал выход альбома в Instagram словами: «Спасибо моей жизни за новый этап, моей команде за нашу силу, а мне - за преданность самому себе. Я продолжаю».

## Критика
Альбом был подвергнут критике слушателями и другими музыкантами за изменённый стиль и за текст песен. Также, многие заметили схожее звучание с некоторыми песнями других американских рэперов. Бит песни «Без ключа» такой же, как в слитом в сеть неизданном треке Brygreatah и Lil Skies «Run It Back», «AMG» созвучна с треком Lil Skies «Havin My Way» и «Призрак» звучит как переработка инструментала сингла Flipp Dinero и Lil Baby «How I Move».

## Успех
За первый час релиза альбом собрал полтора миллиона прослушиваний в социальной сети ВКонтакте и почти полностью расположился в топ-25 чарта ВКонтакте, а за сутки альбом набрал более восьми миллионов прослушиваний.

## Список треков
| №                   | Название                               | Продюсер(-ы)               | Длительность |
| ------------------- | -------------------------------------- | -------------------------- | ------------ |
| 1.                  | «Ночь пятницы»                         | Bryte & DIMVRS             | 3:14         |
| 2.                  | «Без ключа»                            | Pharaoh                    | 2:39         |
| 3.                  | «Не хочу» (при уч. Mishaal, Dima Roux) | Bryte & stereoRYZE         | 3:08         |
| 4.                  | «Тост» (при уч. Молодого Платона)      | Pharaoh & Yung Dza         | 2:29         |
| 5.                  | «AMG»                                  | Pharaoh & Yung Dza         | 2:51         |
| 6.                  | «То, чего нет»                         | Bryte & TrashBeats         | 3:24         |
| 7.                  | «Баллада»                              | Bryte                      | 2:29         |
| 8.                  | «За решёткой»                          | Bryte                      | 2:41         |
| 9.                  | «Лоулайф»                              | Pharaoh                    | 2:42         |
| 10.                 | «Призрак»                              | Bryte                      | 2:49         |
| 11.                 | «Чувствую» (при уч. Dima Roux)         | Bryte, TrashBeats & DIMVRS | 2:48         |
| 12.                 | «Семейные узы» (при уч. Mnogoznaal)    | TrashBeats & DIMVRS        | 2:13         |
| 13.                 | «Из-за тебя»                           | TrashBeats & Sergei Shpul  | 3:18         |
| Общая длительность: | Общая длительность:                    | Общая длительность:        | 36:45        |

## Чарты
| Чарты (2020)         | Высшая позиция |
| -------------------- | -------------- |
| Россия (Apple Music) | 1              |

| Чарты (2020)         | Песня        | Высшая позиция |
| -------------------- | ------------ | -------------- |
| Россия (Apple Music) | Без ключа    | 1              |
| Россия (Apple Music) | AMG          | 8              |
| Россия (Apple Music) | Ночь пятницы | 9              |
| ВКонтакте            | Без ключа    | 1              |
| ВКонтакте            | Ночь пятницы | 3              |
| ВКонтакте            | AMG          | 4              |
| ВКонтакте            | Не хочу      | 5              |